# Журавский (приток Щелкана)
Журавский (устар. Журавскій) — ручей в Волгоградской области России. Устье находится в 70 км по левому берегу реки Щелкан. Длина реки составляет 10 км. Площадь водосборного бассейна — 84,8 км².

## Данные водного реестра
По данным государственного водного реестра России относится к Донскому бассейновому округу, водохозяйственный участок реки — Терса, речной подбассейн реки — Бассейн прит-в Дона м/д впад. прит-в Хопра и Северского Донца. Речной бассейн реки — Дон (российская часть бассейна).
Код объекта в государственном водном реестре — 05010300212107000008893.